# Taebaekbergen

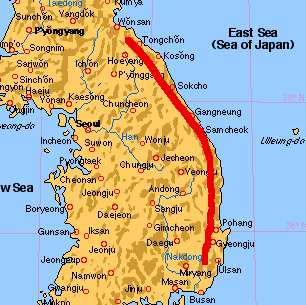
Taebaekbergen

Taebaekbergen är en bergskedja i både Nordkorea och Sydkorea. Den ligger på den östra sidan av Koreahalvön utmed Japanska havet. Den har en längd på 50 mil, och dess höjd uppgår oftast till 1000 meter. Den högsta toppen är Mount Seorak. På den östra sidan av bergen faller de kraftigt mot Japanska havet. Men på den västra sidan blir fallet något mildare och sidorna täcks mest av skog. Bergskedjan anses börja vid det nordkoreanska berget Hwangnyongberget och upphör sedan vid Busan.
Flera viktiga floder, såsom Han och Nakdong, har sin källa i bergen. Bergen innehar också flera viktiga naturresurser, som järn, kol, wolfram och kalksten.